# Велке Опатовице
Велке Опатовице (на чешки: Velké Opatovice; на немски: Groß Opatowitz) е град в окръг Бланско на Южноморавски край, Чехия, на 14 km северно от Босковице, на брега на река Евичка. Населението към 2016 г. е близо 4 хиляди жители. Средната годишна температура е около 7.7 °C. Средното количество валежи е 660 mm годишно.

## История
Първото писмено споменаване на Велке Опатовице е през 1308 г., но първото селище на това място е доста по-старо. Появата на човешко селище по тези е датирано от археолозите към епохата на неолита. Оттогава, с малки прекъсвания, на мястото е документирана човешка дейност. Първоначално са образувани две селища (Горно и Долно Опатовице), която по-късно се сливат в Опатовице. Селището е дом на няколко известни рода: Вежник, Салм и Херберщейн. От 1888 г. официално получава името си Велке (на чешки: Velké – Голямо) Опатовице. Статут на град получава на 15 октомври 1969 г.
Замъкът в близост до църквата „Св. Иржи“ е построен през 1757 г. в бароков стил, а последната му реконструкция е през 1913 г. От 2 май 1924 г. замъкът става собственост на Велке Опатовице. На 2 януари 1973 г. замъкът частично изгаря.

## Забележителности
- Замък Велке Опатовице
- Църква „Свети Иржи“
- Опатовицка липа
- Опатовицки бор
- Барелефи на Петър Безруч от 1947 г. и на Йозеф Бохуслав Фьорстер от 1950 г. – и двата дело на скулптора Карел Отахал.
- Статуя на Бедржих Сметана

## Личности
- Кирил Методий Лацина Стари, съосновател и първи председател на футболния клуб СК „Жиденице“ (2 юли 1863 – 14 април 1916 г.)
- Кирил Методий Лацина Млади, моравски футболист, спортист, съосновател на футболния клуб СК „Жиденице“ (5 юли 1895 – 24 август 1920 г.)
- Йозеф Хръдличка, епископ (р. 19 януари 1942 г.)
- Владимир Бездек, икономист (р. 21 юни 1974 г.)
- Радко Мартинек политик (р. 6 юни 1956 г.)

## Побратимени градове
- Елбингероде, Германия
- Стари Град, Хърватия

## Фотогалерия
- Църква „Свети Иржи“
- Църква „Свети Иржи“ – интериор
- Статуя на Ян Непомук
- Статуя пред църквата
- Парка на замъка
- Замък
- Интериор на замъка
- Моравски картографски център
- Интериор на Моравския картографски център
- Барелеф на Йозеф Бохуслав Фьорстер
- Барелеф на Петър Безруч